# 348 (عدد)
348 (ثلاثمائة وثمانية وأربعون ) هو عدد صحيح  يلي العدد 347 ويسبق العدد 349 وهو عدد طبيعي موجب.

## في الرياضيات

### خصائص
- 348 عدد زوجي